# Agrilus diospyroides
Agrilus diospyroides är en skalbaggsart som beskrevs av Knull 1942. Agrilus diospyroides ingår i släktet Agrilus och familjen praktbaggar. Inga underarter finns listade i Catalogue of Life.